# Anthony Saidy
Anthony Fred Saidy est un joueur d'échecs, un médecin et un auteur américain né le 16 mai 1937 à Los Angeles.

## Biographie et carrière
Anthony Saidy a remporté :
- la troisième place au championnat du Marshall Chess Club à New York en 1954-1955 ;
- le championnat intercollege de 1955, ex æquo avec Mednis ;
- le championnat d'échecs rapides des États-Unis en 1956 ;
- une deuxième place au championnat open du New Jersey en 1957 avec 6 points sur 7 (victoire de Bobby Fischer, 6,5 / 7) ;
- la victoire au championnat open du Canada 1960[1] ;
- la médaille d'or par équipe à l'olympiade universitaire (le championnat du monde d'échecs par équipes de moins de 26 ans) en 1960, battant l'équipe d'URSS[2] ;
- une deuxième place ex æquo au premier American Open de Santa Monica en 1965 (victoire de Pal Benko)[3] ;
- une deuxième place ex æquo au troisième tournoi mémorial Arthur B. Stamer de San Francisco en 1966 (victoire de Duncan Suttles)[4] ;
- une deuxième place (10,5/12) au championnat open des États-Unis en 1967 (victoire de Pal Benko, 11/12) avec un point d'avance sur le troisième, Robert Byrne (9,5/12) et deux points d'avance sur  Nicolas Rossolimo et Walter Browne ;
- la victoire à l'American Open de Santa Monica en novembre 1967 (7,5 points sur 8) devant Pal Benko (7/8) ;
- une deuxième place au tournoi d'échecs de Reggio d'Émilie 1967-1968 (victoire de Milan Matulovic).

Ses meilleurs classements lors des championnats des États-Unis furent une quatrième place ex æquo avec Samuel Reshevsky obtenue en 1963-1964 avec 6,5 points sur 11 (victoire de Bobby Fischer) et une quatrième place avec 7,5 points sur 11 obtenue en 1974 (victoire de Walter Browne).
Il fit partie de la sélection américaine à l'Olympiade d'échecs de 1964. Il jouait au troisième échiquier de l'équipe des États-Unis qui finit sixième de la compétition en l'absence de son meilleur joueur Bobby Fischer.
Médecin de profession Saidy effectua une année sabbatique en 1969, qui luit permit de recevoir le tirre de maître international en 1969, Il participa :
- en février : au tournoi d'échecs de la Costa del Sol à Malaga (il marqua 7 points sur 14) ;
- en mars : au tournoi de Venise : il finit deuxième ex æquo, victoire de Vlastimil Hort ;
- en avril-mai : au tournoi international de Zagreb (Saidy marqua 5 points sur 15) ;
- en août : au mémorial Rubinstein en Pologne où il finit deuxième ex æquo avec le Soviétique Nikolaï Kroguious (victoire de Laszlo Barczay).

Il était l'ami de Bobby Fischer et l'accueillit dans la résidence familiale à Long Island lors de sa préparation pour le Championnat du monde d'échecs 1972.
Au début des années 1970, Saidy obtint
- la troisième place au Continental Open de 1971 à Los Angeles ;
- une deuxième place ex æquo à l'open de Lone Pine en 1972 (victoire de Gligoric).

Fin  1972, Saidy arrêta de pratiquer la médecine avec l'objectif d'obtenir de titre de grand maître international. Dans ce but, il participa à de nombreux forts tournois en Amérique et en Europe mais sans grand succès :
- San Antonio 1972 (3,5/15, victoire de Karpov, Petrossian et Portisch) ;
- Tallin 1973 (4/15, victoire de Tal) ;
- Las Palmas 1973 (7/15, victoire de Stein et Petrossian) ;
- Arrecife de Lanzarote (5/10, victoire de Kavalek) ;
- Lublin (5,5/11, victoire de Bednarski) ;
- Netanya (9/15, victoire de Kavalek) ;
- Toronto (4,5/6) ;
- Santa Monica 1973 (6/8, victoire de Tarjan) ;
- Los Angeles 1974 (5,5/11, victoire de Gligoric).

Saidy obtint une cinquième place à Netanya et Los Angeles et des quatrièmes places à l'American Open de Santa Monica, à Toronto en 1973, et au championnat américain de 1974.
En 1978, Saidy fut le capitaine de l'équipe américaine féminine lors de l'Olympiade d'échecs de 1978. Il reprit sa carrière de joueur dans les années 1980 et remporta une deuxième fois (après 1967) l'American Open en 1992. Il finit premier ex æquo du championnat des États-Unis senior en 2002.

## Publications
- 1967 U.S. Open Chess Championship : Atlanta, Georgia, coécrit avec L. Dave Truesdel Jr, International Chess Imports,1967
- The March of Chess Ideas, McKay, 1994
- 1983: A Dialectical Novel, Seagull Press, 2013

Livres traduits en français
- Le Monde des échecs, Hachette Livre, 1975 (The World of Chess, Random House, 1974), trad. François Le LionnaisÉcrit avec Norman Lessing.
- La Lutte des idées aux échecs, Hatier, 1989 (The Battle of Chess Ideas, RHM, 1975), trad. Sylvain Zinser